# Тарасовка (Джанкойский район)
Тара́совка (укр. Тарасівка, крымскотат. Tarasovka, Тарасовка) — село в Джанкойском районе Республики Крым, входит в состав Победненского сельского поселения (согласно административно-территориальному делению Украины — Победненского сельского совета Автономной Республики Крым).

## Население
| 2001 | 2014 |
| ---- | ---- |
| 0    | →0   |

### Динамика численности
- 1926 год — 72 чел.[9]
- 1989 год — 11 чел.[10]
- 2001 год — 0 чел.[11]
- 2009 год —0 чел.[12]
- 2014 год — 0 чел.[13]

## Современное состояние
На 2017 год в Тарасовке улиц не числится; на 2009 год, по данным сельсовета, село занимало площадь 6 гектаров на которой дворов и жителей не числилось.
Располагается село в центре района, в Крымской степи, на берегу Азовской ветви Северо-Крымского канала, в 1 км к югу от Победного, высота центра села над уровнем моря — 11 м. Расстояние до райцентра — примерно 10 километров (по шоссе).
Впервые в доступных источниках поселение упоминается в Списке населённых пунктов Крымской АССР по Всесоюзной переписи 17 декабря 1926 года, согласно которому на хуторе Тарасовка, в составе упразднённого к 1940 году Немецко-Джанкойского сельсовета Джанкойского района, числилось 23 двора, все крестьянские, население составляло 72 человека, все русские.
После освобождения Крыма, 18 мая 1944 года, 12 августа 1944 года было принято постановление № ГОКО-6372с «О переселении колхозников в районы Крыма» и в сентябре 1944 года в район приехали первые новоселы (27 семей) из Каменец-Подольской и Киевской областей, а в начале 1950-х годов последовала вторая волна переселенцев из различных областей Украины. С 25 июня 1946 года Тарасовка в составе Крымской области РСФСР, а 26 апреля 1954 года Крымская область была передана из состава РСФСР в состав УССР. Время включения в Заречненский сельсовет пока не установлено: на 15 июня 1960 года село уже числилось в его составе. В 1974 году был воссоздан Победненский сельсовет, в который включили Тарасовку. По данным переписи 1989 года в селе проживало 11 человек. С 12 февраля 1991 года село в восстановленной Крымской АССР, 26 февраля 1992 года переименованной в Автономную Республику Крым. По переписи 2001 года жителей уже не числилось. С 21 марта 2014 года в составе Крыма аннексирована Россией.